# Districte de Punta Negra
|  | Per a altres significats, vegeu «Districte de Punta Negra (desambiguació)». |

Punta Negra és districte de la Província de Lima, Perú. Fa frontera amb el districte de Punta Hermosa al nord, la Província de Huarochirí a l'est, el districte de San Bartolo al sud, i l'oceà Pacífic a l'oest.
El districte va ser creat el 7 d'abril de 1954 segons la Llei Nº 12096. Té una extensió de 130.5 km² i una població aproximada de 4.000 habitants. Entre els Clubs socials peruans que tenen la seva seu central en aquest districte, els més excepcionals són el Club El Bosque i el Club Social y Deportes Punta Negra.